# 福姆普
福姆普是奥地利蒂罗尔州施瓦茨县的一个市镇。总面积182.61平方公里，总人口4507人，人口密度24.7人/平方公里（2005年）。